# Eraines
Eraines est une commune française, située dans le département du Calvados en région Normandie, peuplée de 286 habitants.

## Géographie
La commune est à l'est de la campagne de Falaise. Son bourg est à 3,5 km au nord-est de Falaise et à 7 km à l'ouest de Morteaux-Coulibœuf. Couvrant 404 hectares, le territoire d'Eraines était le moins étendu du canton de Falaise-Sud.
Le point culminant (148 m) se situe en limite sud-ouest, près de la zone d'activités de Guibray. Le point le plus bas (64 m) correspond à la sortie de l'Ante du territoire, au nord-est.
| Versainville | Versainville                   | Damblainville     |
| Falaise      | Eraines                        | Villy-lez-Falaise |
| Falaise      | La Hoguette, Villy-lez-Falaise | Villy-lez-Falaise |

### Hydrographie
La commune est située dans le bassin Seine-Normandie. Elle est drainée par l'Ante et le ruisseau de Belle Fontaine,,.
L'Ante, d'une longueur de 20 km, prend sa source dans la commune de Martigny-sur-l'Ante et se jette  dans la Dives à Morteaux-Coulibœuf, après avoir traversé neuf communes. 

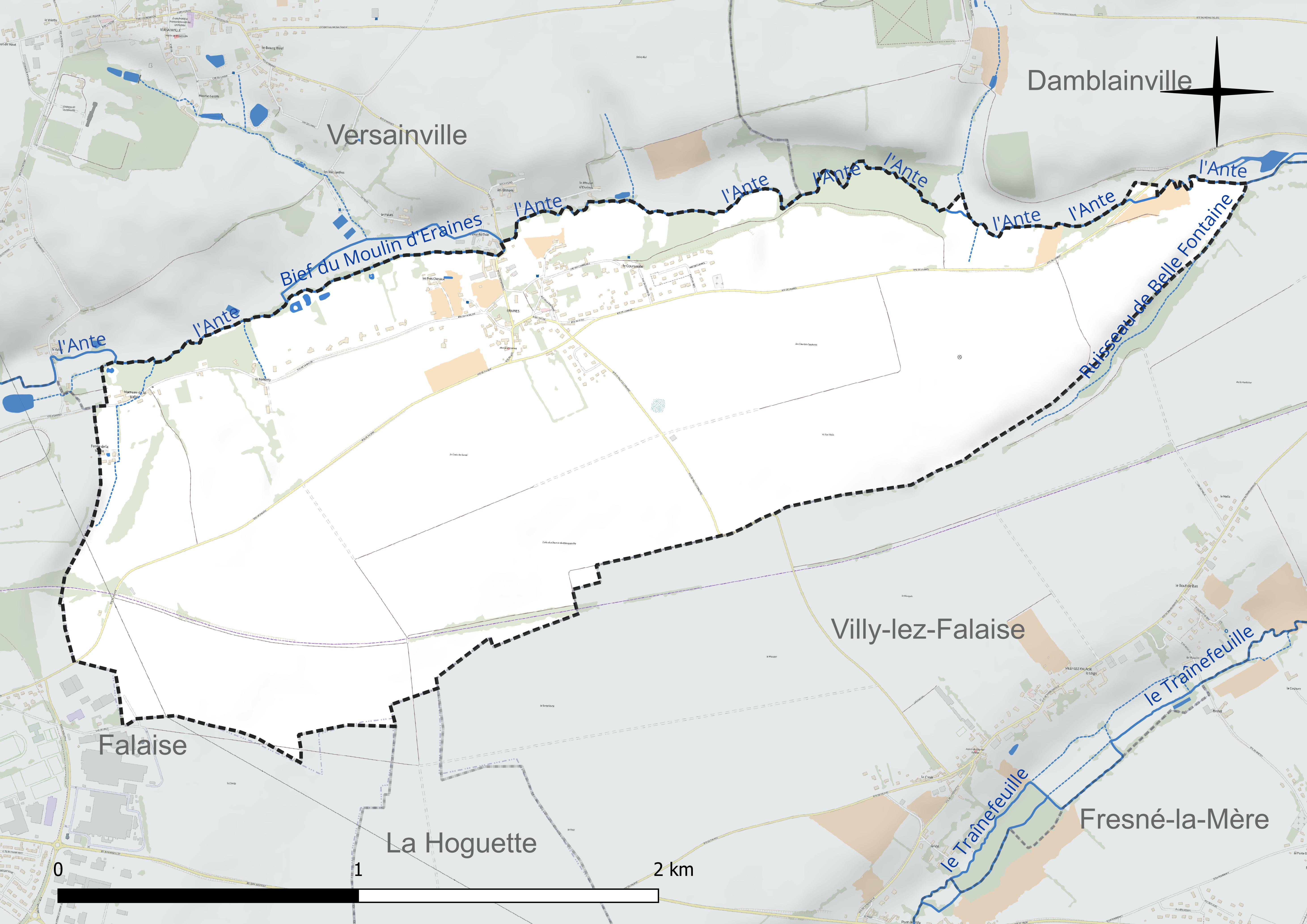
Réseau hydrographique d'Eraines.

### Climat
Pour des articles plus généraux, voir Climat de la Normandie et Climat du Calvados.
En 2010, le climat de la commune est de type climat océanique altéré, selon une étude du CNRS s'appuyant sur une série de données couvrant la période 1971-2000. En 2020, Météo-France publie une typologie des climats de la France métropolitaine dans laquelle la commune est exposée à un climat océanique et est dans la région climatique  Normandie (Cotentin, Orne), caractérisée par une pluviométrie relativement élevée (850 mm/a) et un été frais (15,5 °C) et venté. Parallèlement le GIEC normand, un groupe régional d'experts sur le climat, différencie quant à lui, dans une étude de 2020, trois grands types de climats pour la région Normandie, nuancés à une échelle plus fine par les facteurs géographiques locaux. La commune est, selon ce zonage, exposée à un « climat des plateaux abrités », correspondant à la plaine agricole de Caen à Falaise, sous le vent des collines de Normandie et proche de la mer, se caractérisant par une pluviométrie et des contraintes thermiques modérées.
Pour la période 1971-2000, la température annuelle moyenne est de 10,4 °C, avec  une amplitude thermique annuelle de 12,9 °C. Le cumul annuel moyen de précipitations est de 730 mm, avec 12 jours de précipitations en janvier et 7,7 jours en juillet. Pour la période 1991-2020, la température moyenne annuelle observée sur la station météorologique la plus proche, située sur la commune de Damblainville à 4 km à vol d'oiseau, est de 11,6 °C et le cumul annuel moyen de précipitations est de 716,8 mm,. Pour l'avenir, les paramètres climatiques de la commune estimés pour 2050 selon différents scénarios d'émission de gaz à effet de serre sont consultables sur un site dédié publié par Météo-France en novembre 2022.

## Urbanisme

### Typologie
Au 1er janvier 2024, Eraines est catégorisée commune rurale à habitat dispersé, selon la nouvelle grille communale de densité à 7 niveaux définie par l'Insee en 2022.
Elle est située hors unité urbaine. Par ailleurs la commune fait partie de l'aire d'attraction de Caen, dont elle est une commune de la couronne,. Cette aire, qui regroupe 296 communes, est catégorisée dans les aires de 200 000 à moins de 700 000 habitants,.

### Occupation des sols
L'occupation des sols de la commune, telle qu'elle ressort de la base de données européenne d'occupation biophysique des sols Corine Land Cover (CLC), est marquée par l'importance des territoires agricoles (92 % en 2018), une proportion sensiblement équivalente à celle de 1990 (92,8 %). La répartition détaillée en 2018 est la suivante : 
terres arables (75,3 %), prairies (16,7 %), zones urbanisées (8 %). L'évolution de l'occupation des sols de la commune et de ses infrastructures peut être observée sur les différentes représentations cartographiques du territoire : la carte de Cassini (XVIIIe siècle), la carte d'état-major (1820-1866) et les cartes ou photos aériennes de l'IGN pour la période actuelle (1950 à aujourd'hui).

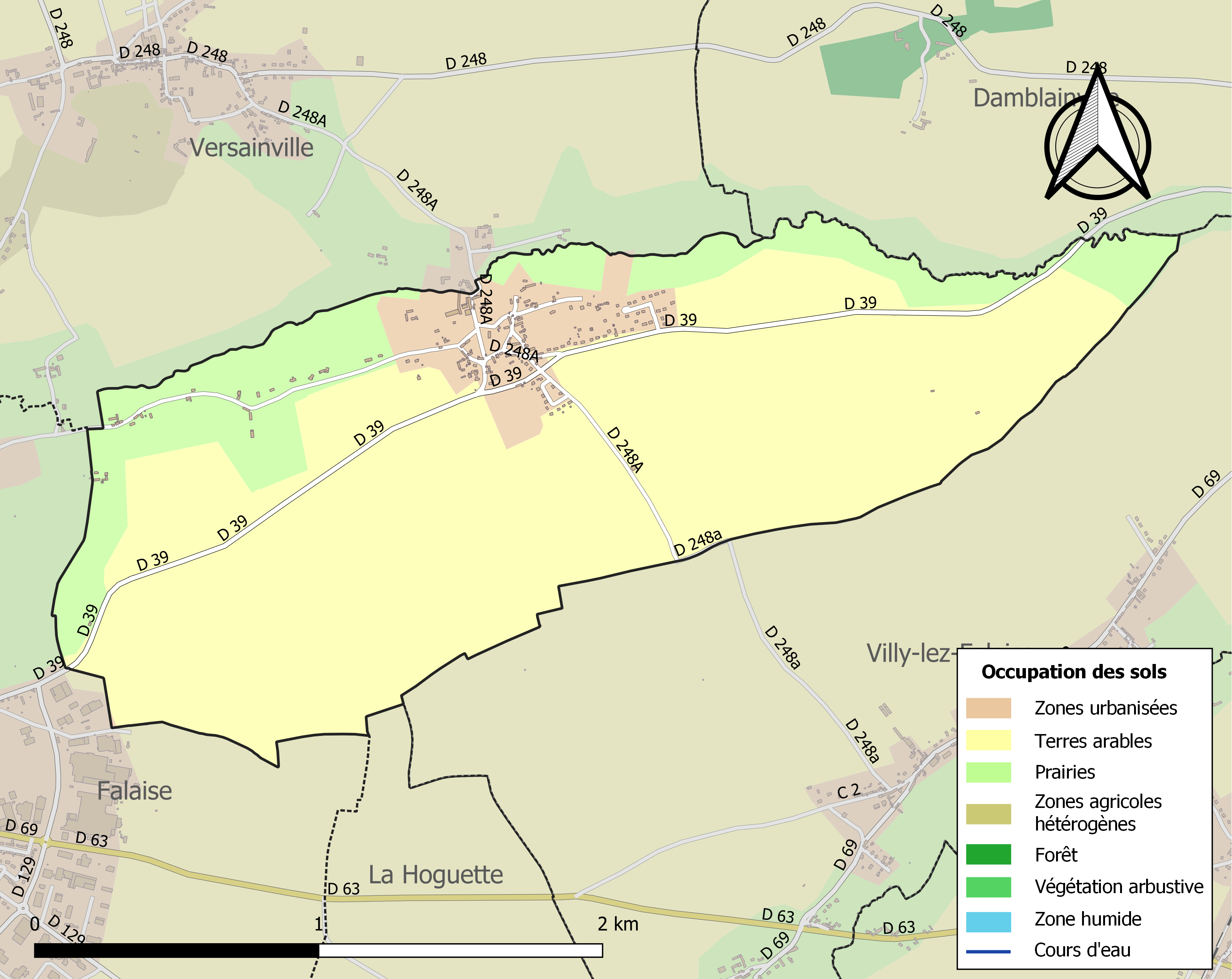
Carte des infrastructures et de l'occupation des sols de la commune en 2018 (CLC).

## Toponymie
Le nom de la localité est attesté sous la forme Arenes en 1239, Arene et Harenae en 1277, Airenes en 1279.
Le toponyme est issu de l'ancien français araine ou arène, « sable », lui-même issu du latin arena. Eraines évoque une terre sableuse. L'hypothèse d'un petit port fluvial, à l'Étoile, en face du bourg, sur la rivière l'Airaines, est fort recevable.
Le gentilé est Erainais.

## Politique et administration
| Période                                  | Période   | Identité             | Étiquette | Qualité                                             |
| ---------------------------------------- | --------- | -------------------- | --------- | --------------------------------------------------- |
| 1985                                     | mars 2001 | Yves Mesnil          |           |                                                     |
| mars 2001                                | En cours  | Jean-Philippe Mesnil | SE        | Agriculteur, président de la communauté de communes |
| Les données manquantes sont à compléter. |           |                      |           |                                                     |

Le conseil municipal est composé de onze membres dont le maire et deux adjoints.

## Démographie
L'évolution du nombre d'habitants est connue à travers les recensements de la population effectués dans la commune depuis 1793. Pour les communes de moins de 10 000 habitants, une enquête de recensement portant sur toute la population est réalisée tous les cinq ans, les populations de référence des années intermédiaires étant quant à elles estimées par interpolation ou extrapolation. Pour la commune, le premier recensement exhaustif entrant dans le cadre du nouveau dispositif a été réalisé en 2005.
En 2022, la commune comptait 286 habitants, en évolution de −17,1 % par rapport à 2016 (Calvados : +1,58 %, France hors Mayotte : +2,11 %).
Eraines a compté jusqu'à 342 habitants en 1806.
| 1793 | 1800 | 1806 | 1821 | 1831 | 1836 | 1841 | 1846 | 1851 |
| ---- | ---- | ---- | ---- | ---- | ---- | ---- | ---- | ---- |
| 310  | 314  | 342  | 293  | 329  | 318  | 302  | 306  | 296  |

| 1856 | 1861 | 1866 | 1872 | 1876 | 1881 | 1886 | 1891 | 1896 |
| ---- | ---- | ---- | ---- | ---- | ---- | ---- | ---- | ---- |
| 303  | 275  | 261  | 264  | 246  | 246  | 207  | 212  | 205  |

| 1901 | 1906 | 1911 | 1921 | 1926 | 1931 | 1936 | 1946 | 1954 |
| ---- | ---- | ---- | ---- | ---- | ---- | ---- | ---- | ---- |
| 196  | 173  | 167  | 162  | 190  | 151  | 151  | 181  | 163  |

| 1962 | 1968 | 1975 | 1982 | 1990 | 1999 | 2005 | 2006 | 2010 |
| ---- | ---- | ---- | ---- | ---- | ---- | ---- | ---- | ---- |
| 130  | 121  | 142  | 175  | 172  | 228  | 243  | 247  | 311  |

| 2015 | 2020 | 2022 | - | - | - | - | - | - |
| ---- | ---- | ---- | - | - | - | - | - | - |
| 342  | 294  | 286  | - | - | - | - | - | - |

## Lieux et monuments
- Église Saint-Rieul du XIe siècle. Elle abrite quelques œuvres, notamment deux statues (sainte Barbe et saint Rieul) classées à titre d'objets aux Monuments historiques[28].
- Ferme-manoir de la Couture (début XVIIIe).